# Исламское движение муджахидов Патани
«Исламское движение муджахидов Патани» (малайск. Gerakan Mujahidin Islam Patani или GMIP) — исламская организация, ведущая вооружённую борьбу на юге Таиланда за независимость и создание исламского государства. Совершает теракты и нападения на военных. Образована в 1995 году участником афганской войны Насори Саесаенго. 
Насори Саесаенго, уроженец провинции Наратхиват, проходил тренировку в Ливии и воевал в Афганистане в начале 1990-х годов, где получил боевой опыт и обзавёлся связями. По сравнению с другими повстанческими группами Таиланда «Исламское движение» является более радикальным. Бойцы движения имеют на вооружении автоматы и взрывные устройства, оружие они похищают или покупают у коррумпированных полицейских.